# Любацька Людмила Вікторівна
Людми́ла Ві́кторівна Люба́цька (нар. 28 лютого 1961) — українська письменниця.

## Біографія
Народилася 28 лютого 1961 року в с. Мурафа (Шаргородський район) на Вінниччині. Закінчила Вінницький державний педагогічний університет імені Михайла Коцюбинського (2002). Працює в галузі культури, займається громадською діяльністю, зокрема літературно-мистецьким проектом «Русалка Дністровая». Захоплюється живописом, етнографією.

Живе у м. Вінниці.

## Літературна діяльність
Поетеса, краєзнавець. Автор книг віршів «Кровообіг» (2016), «Неначе молитву, несу хризантеми» (2019); літературознавчих розвідок «Ласкава зірка України» (2011) про М. Коцюбинського, «Михайло Каменюк: post scriptum» (2019); малої і документальної прози «Татове небо» (2013), «Ягоди для тата» (2017), «Вікно в Пеньківку» (2019); публікацій в альманахах та періодиці.

|                           | Людмила Любацька має в поезії свій голос, свій стиль, свою тематичну палітру. Якщо в першій збірці «Кровообіг» Людмила Любацька експериментувала (і досить вдало!) на теми мистецькі та соціально-побутові, використовувала білий вірш і короткі поетичні форми, то друга її збірка має стрункіший, впорядкованіший лад насамперед в тематиці. Тема Любові: до рідного краю і до коханого – два чудових зрілих яблука в наддністрянському саду авторки. Вірші пристрасні, глибокі, пройняті громадським неспокоєм!.. В них справді жура і щастя обнялись, бо обоє породжені сучасними реаліями життя |
| — Михайло Шевченко (2018) | |

Член НСЖУ з 2010, НСПУ з 2020 р.

## Нагороди і відзнаки
- Літературно-мистецька премія «Кришталева вишня» (2015);[4]
- Премія імені Леоніда Гавриша (2018);[5]
- Премія імені Віктора Тимчука (2019);[6]
- Всеукраїнська літературна премія імені Михайла Коцюбинського (2020).[7]